# Lading Pastorat
Lading pastorat er et pastorat i Folkekirken under Århus Stift. Pastoratet omfatter kun et enkelt sogn, Lading Sogn. Sognepræst i pastoratet er i øjeblikket Ann Vendeltorp.
 Der er for få eller ingen kildehenvisninger i denne artikel, hvilket er et problem. Du kan hjælpe ved at angive troværdige kilder til de påstande, som fremføres i artiklen.